# Хендриксон (Миннесота)
Хендриксон (англ. Hendrickson) — тауншип в округе Хаббард, Миннесота, США. На 2000 год его население составило 229 человек.

## География
По данным Бюро переписи населения США площадь тауншипа составляет 92,7 км², из которых 90,7 км² занимает суша, а 2,0 км² — вода (2,0 км²).

## Демография
По данным переписи населения 2000 года здесь находились 229 человек, 90 домохозяйств и 68 семей. Плотность населения — 2,5 чел./км². На территории тауншипа расположено 117 построек со средней плотностью 1,3 построек на один квадратный километр. Расовый состав населения: 98,25 % белых, 0,44 % коренных американцев и 1,31 % приходится на две или более других рас. Испанцы или латиноамериканцы любой расы составляли 0,87 % от популяции тауншипа.
Из 90 домохозяйств в 31,1 % воспитывались дети до 18 лет, в 68,9 % проживали супружеские пары, в 5,6 % проживали незамужние женщины и в 24,4 % домохозяйств проживали несемейные люди. 22,2 % домохозяйств состояли из одного человека, при том 7,8 % из — одиноких пожилых людей старше 65 лет. Средний размер домохозяйства — 2,54, а семьи — 2,96 человека.
26,6 % населения младше 18 лет, 4,4 % в возрасте от 18 до 24 лет, 27,9 % от 25 до 44, 27,1 % от 45 до 64 и 14,0 % старше 65 лет. Средний возраст — 40 лет. На каждые 100 женщин приходилось 100,9 мужчин. На каждые 100 женщин старше 18 приходилось 102,4 мужчин.
Средний годовой доход домохозяйства составлял 40 000 долларов, а средний годовой доход семьи — 40 750 долларов. Средний доход мужчин — 35 208 долларов, в то время как у женщин — 20 000. Доход на душу населения составил 15 309 долларов. За чертой бедности находились 2,6 % семей и 5,0 % всего населения тауншипа, из которых 2,9 % младше 18 и 15,4 % старше 65 лет.